# 肯德里克鎮區 (愛荷華州格林縣)
肯德里克鎮區（英語：Kendrick Township）是位於美國愛荷華州格林縣的一個行政鎮區。

## 地方資料
根據2010年美國人口普查的數據，肯德里克鎮區的面積為93.96平方千米，當中陸地面積為92.77平方千米，而水域面積為1.19平方千米。當地共有人口192人，而人口密度為每平方千米2.04人。